# JokAmusic
JokAmusic ist das zweite Studioalbum des deutschen Rappers JokA. Es wurde am 8. Oktober 2010 über das Independent-Label I Luv Money Records veröffentlicht.

## Produktion
Das Album wurde größtenteils von dem österreichischen Musiker RAF Camora produziert, der zwölf der 18 Instrumentals beisteuerte. Fünf Produktionen stammen von dem Produzenten Produes und The Ecke Lloyds schuf den Beat zu einem weiteren Song.

## Covergestaltung
Das Albumcover ist in grauen Farbtönen gehalten. Es zeigt drei Spielkarten, die von einer Rauchwolke umgeben sind. Auf den Karten ist jeweils das Gesicht von JokA sowie ein rotes J in der oberen linken Ecke zu sehen. Auf der mittleren Spielkarte guckt der Rapper den Betrachter über seine Brille hinweg an, wogegen er auf den anderen beiden Karten seine Hände vors Gesicht hält. Am oberen Bildrand steht in weißen Buchstaben der Schriftzug I Luv Money Records präsentiert sowie in weiß-rot der Titel JokAmusic. Im unteren Teil des Bildes befindet sich JokAs Logo in schwarz-weiß.

## Gastbeiträge
| Professionelle Bewertungen | Professionelle Bewertungen |
| -------------------------- | -------------------------- |
| Kritiken                   |                            |
| Quelle                     | Bewertung                  |
| rappers.in                 | [ 3 ]                      |

Auf sieben der 18 Lieder befinden sich Gastbeiträge von anderen Künstlern. So ist der Track Ein guter Tag eine Kollaboration mit den Rappern Farid Bang und Summer Cem. Die Österreicher RAF Camora, Chakuza und Nazar sind auf Boden der Tatsachen zu hören. RAF Camora hat außerdem einen Gastauftritt bei Weißt du noch?. Der Rapper MoTrip unterstützt JokA bei den Liedern Hart drauf und Feuer. Außerdem ist der Rapper Baba Saad auf dem Lied Ich muss hier raus vertreten und der Song Unzensiert ist eine Kollaboration mit den Rappern Orgi und Godsilla.

## Titelliste
| #  | Titel                          | Gastmusiker                   | Produzent       | Länge |
| -- | ------------------------------ | ----------------------------- | --------------- | ----- |
| 1  | Intro                          |                               | RAF Camora      | 1:49  |
| 2  | Immer dann                     |                               | RAF Camora      | 3:40  |
| 3  | Was wird aus mir?              |                               | RAF Camora      | 4:05  |
| 4  | I Luv Money                    |                               | Produes         | 3:46  |
| 5  | Hart drauf                     | MoTrip                        | RAF Camora      | 2:54  |
| 6  | Dies und das, so und so        |                               | Produes         | 3:43  |
| 7  | Schicksal                      |                               | RAF Camora      | 3:49  |
| 8  | Ein guter Tag                  | Farid Bang und Summer Cem     | RAF Camora      | 4:08  |
| 9  | Ich wollte nie so sein wie ihr |                               | RAF Camora      | 3:31  |
| 10 | Boden der Tatsachen            | RAF Camora, Chakuza und Nazar | RAF Camora      | 4:40  |
| 11 | Rückblick                      |                               | Produes         | 3:45  |
| 12 | Ich muss hier raus             | Baba Saad                     | The Ecke Lloyds | 3:23  |
| 13 | Restefi****                    |                               | RAF Camora      | 4:01  |
| 14 | Unzensiert                     | Orgi und Godsilla             | RAF Camora      | 4:04  |
| 15 | Pechtag                        |                               | Produes         | 3:49  |
| 16 | Feuer                          | MoTrip                        | RAF Camora      | 3:40  |
| 17 | Weißt du noch?                 | RAF Camora                    | Produes         | 3:39  |
| 18 | Danke                          |                               | RAF Camora      | 3:43  |

## Videos
Es wurden Videos zu den Liedern Immer dann, Feuer und Hart drauf veröffentlicht. Alle Videos erschienen auf dem YouTube-Kanal des Rapmagazins 16bars.de.